# Stazione meteorologica di Amalfi
La stazione meteorologica di Amalfi è la stazione meteorologica di riferimento relativa alla città di Amalfi.

## Coordinate geografiche
La stazione meteo si trova nell'Italia meridionale, in Campania, in provincia di Salerno, nel comune di Amalfi, a 6 metri s.l.m. e alle coordinate geografiche 40°38′N 14°36′E.

## Dati climatologici
In base alla media trentennale di riferimento 1961-1990, la temperatura media del mese più freddo, gennaio, si attesta a +10,7 °C; quella del mese più caldo, agosto, è di +26,8 °C.
Le precipitazioni medie annue superano i 1.700 mm, distribuite mediamente in 96 giorni, e presentano un minimo estivo, un picco in autunno-inverno ed un massimo secondario in primavera .
| Amalfi                             | Mesi | Mesi | Mesi | Mesi | Mesi | Mesi | Mesi | Mesi | Mesi | Mesi | Mesi | Mesi | Stagioni | Stagioni | Stagioni | Stagioni | Anno  |
| Amalfi                             | Gen  | Feb  | Mar  | Apr  | Mag  | Giu  | Lug  | Ago  | Set  | Ott  | Nov  | Dic  | Inv      | Pri      | Est      | Aut      | Anno  |
| ---------------------------------- | ---- | ---- | ---- | ---- | ---- | ---- | ---- | ---- | ---- | ---- | ---- | ---- | -------- | -------- | -------- | -------- | ----- |
| T. max. media (°C)                 | 14,0 | 15,0 | 17,2 | 20,4 | 24,8 | 28,0 | 30,0 | 30,4 | 26,1 | 22,2 | 17,5 | 13,8 | 14,3     | 20,8     | 29,5     | 21,9     | 21,6  |
| T. min. media (°C)                 | 7,5  | 8,4  | 9,7  | 12,7 | 16,5 | 20,4 | 22,9 | 23,3 | 19,7 | 15,5 | 11,5 | 8,0  | 8,0      | 13,0     | 22,2     | 15,6     | 14,7  |
| Precipitazioni (mm)                | 281  | 198  | 131  | 135  | 74   | 62   | 39   | 70   | 122  | 146  | 190  | 281  | 760      | 340      | 171      | 458      | 1 729 |
| Giorni di pioggia                  | 11   | 12   | 9    | 10   | 6    | 4    | 3    | 4    | 7    | 8    | 10   | 12   | 35       | 25       | 11       | 25       | 96    |
| Eliofania assoluta (ore al giorno) | 3,0  | 3,0  | 4,2  | 4,3  | 5,9  | 6,8  | 8,2  | 7,5  | 5,9  | 5,3  | 3,9  | 2,7  | 2,9      | 4,8      | 7,5      | 5,0      | 5,1   |